# Bajrići (Cazin)
Bajrići falu Bosznia-Hercegovinában, a Bosznia-hercegovinai Föderáció Una-Szanai kantonjában.

## Fekvése
Bosznia-Hercegovina északnyugati részén, Bihácstól légvonalban 19, közúton 32 km-re északkeletre, Cazin központjától légvonalban 8, közúton 9 km-re kelet-délkeletre, a Gomila-hegy lábánál található. Áthalad rajta a Cazinból Bosanska Krupa irányba vezető főút.

## Népessége
| Nemzetiségi csoport | Népesség 1991 | Népesség 2013 |
| ------------------- | ------------- | ------------- |
| Szerb               | 0             | 0             |
| Bosnyák             | 395           | 387           |
| Horvát              | 0             | 0             |
| Jugoszláv           | 9             | 0             |
| Egyéb               | 0             | 4             |
| Összesen            | 404           | 391           |

## Története
A bajrići muszlim gyülekezet 2002-ig a stijenai gyülekezethez tartozott. A gyülekezet megnövekedett szükségletei miatt azonban kiszakadt a stijenai gyülekezetből, és új mecsetet kezdett építeni Bajrićiban. A mecset alapítási ünnepségét 2002. március 14-én, a megnyitó ünnepséget 2004. augusztus 24-én tartották. A gyülekezet megalakulása óta az imámi munkát Admir Hasanagic efendi látja el. A Džemat Bajrićinek 95 háztartása van.

## Nevezetességei
- A falu mecsetje 2002 és 2004 között épült.